# Lancia Flaminia
De Lancia Flaminia werd geproduceerd van 1957 tot 1970 door het Italiaanse automerk Lancia. Het was indertijd het topklasse model, opvolger van de Lancia Aurelia en net als deze ook vernoemd naar een Romeinse weg, de Via Flaminia. De auto was leverbaar als vierdeurs sedan, coupé en als cabriolet. Van de coupé-uitvoeringen werden meer verkocht dan de sedan, wat uitzonderlijk is omdat deze modellen in het algemeen duurder waren geprijsd dan de standaard-uitvoeringen. In 13 jaar tijd zijn er 12.633 Flaminias geproduceerd.

## Carrosserie-typen

### Flaminia Berlina
De Flaminia werd voor het eerst gepresenteerd op de Turijnse Autoshow in maart 1957. De naamsaanduiding Berlina is de Italiaanse gangbare benaming voor sedan. Uitgangspunt was een ontwerpstudie van Pininfarina die een jaar eerder, in 1956 als Lancia Florida was voorgesteld op deze autobeurs. Door het zeer doordachte ontwerp met luxe details was het een dure auto, waardoor mede de productie beperkt is gebleven tot 4000 Berlina's. Deze werden allen gebouwd van 1957 tot 1970 in de Lancia-fabriek in Turijn. 

### Flaminia Coupé
In 1958 kwam een vierpersoons (2+2) coupé op de markt. Deze coupé werd door Pininfarina ontworpen en daar ook gebouwd.

### Flaminia GT en Cabriolet
Een andere variant die van 1959 tot 1965 werd gebouwd door Carrozzeria Touring met kenmerkende GT-vormgeving. Deze carrosserie is slanker van vorm en lichter door het gebruik van een aluminiumlegering.   
Huidige modellen:
Ypsilon
Recente modellen:
Dedra · 
Delta · 
Flavia · 
K · 
Lybra ·
Musa · 
Phedra ·
Prisma · 
Thema · 
Thesis · 
Trevi ·
Voyager - 
Y · 
Y10 · 
Z
Historische modellen na de Tweede Wereldoorlog:
2000 · 
Appia · 
Aurelia · 
Beta · 
D20 · 
D23 · 
D24 · 
D25 · 
D20 · 
Flaminia · 
Flavia · 
Fulvia · 
Gamma · 
Stratos
Historische modellen tijdens het Interbellum:
12 cil V · 
Aprilia · 
Ardea · 
Artena · 
Astura · 
Augusta · 
Dikappa · 
Dilambda · 
Kappa · 
Lambda · 
Trikappa
Historische modellen voor de Eerste Wereldoorlog:
Alfa · 
Beta 15/20HP · 
Dialfa · 
Didelta · 
Delta 20/30HP · 
Epsilon · 
Eta · 
Gamma 20HP · 
Theta · 
Zeta 12/15HP